# Domitia (geslacht)
Domitia is een kevergeslacht uit de familie van de boktorren (Cerambycidae). De wetenschappelijke naam van het geslacht werd voor het eerst geldig gepubliceerd in 1858 door Thomson.

## Soorten
Domitia omvat de volgende soorten:
- Domitia aenea (Parry, 1849)
- Domitia basilewskyi Breuning, 1955
- Domitia bomansi Breuning, 1965
- Domitia cervina Hintz, 1913
- Domitia lupanaria Thomson, 1858
- Domitia marshalli Breuning, 1935
- Domitia viridipennis (Chevrolat, 1855)